# Ömeroğlu, Güneysınır
Ömeroğlu là một xã thuộc huyện Güneysınır, tỉnh Konya, Thổ Nhĩ Kỳ. Dân số thời điểm năm 2011 là 228 người.